# Xixuthrus tarkus
Xixuthrus tarkus es una especie de escarabajo longicornio del género Xixuthrus, categorizada en la tribu Macrotomini, de la subfamilia Prioninae. Fue descrita por Marazzi & Marazzi en 2023.

## Descripción
Mide 74-87 mm de longitud.

## Distribución
Se distribuye por Papúa Nueva Guinea.